# The Quintessential Quintuplets Movie
The Quintessential Quintuplets Movie (映画 五等分の花嫁?, Eiga go-tōbun no hanayome, lett. "Cinque spose uguali versione cinematografica") è un film d'animazione giapponese del 2022 di genere commedia romantica basato sulla serie manga The Quintessential Quintuplets di Negi Haruba e sequel dell'adattamento anime del 2019-2021. Prodotto da Bibury Animation Studios e distribuito da Pony Canyon, il film è diretto da Masato Jinbo da una sceneggiatura scritta da Keiichirō Ōchi, e presenta un cast di voci che include Yoshitsugu Matsuoka, Kana Hanazawa, Ayana Taketatsu, Miku Itō, Ayane Sakura e Inori Minase. Nel film, Futaro Uesugi progetta di confessa il suo amore a una delle gemelle Nakano durante il loro ultimo festival scolastico.
La continuazione della serie anime è stata annunciata nel marzo 2021, seguita dalla conferma del progetto come film in aprile. Il cast e lo staff del film sono stati rivelati rispettivamente a ottobre e dicembre 2021.
The Quintessential Quintuplets Movie è uscito in Giappone il 20 maggio 2022. Il film ha incassato oltre 18 milioni di dollari in tutto il mondo e ha ricevuto una nomination ai Newtype Anime Awards.

## Trama
Dopo le vacanze estive, Futaro Uesugi e le gemelle Nakano - Ichika, Nino, Miku, Yotsuba e Itsuki - si preparano per il festival scolastico, ora da studenti del terzo anno di liceo. Durante il festival, Futaro invita le gemelle in una stanza e confessa il suo amore, chiedendo loro di attendere la fine dell'evento per scoprire chi ha scelto. Il secondo giorno, mentre Ichika lavora come attrice, apprende che una delle sue sorelle ha avuto un collasso e corre in ospedale, dove incontra Futaro e Nino. Qui, Ichika esce con Futaro e lo bacia in un parco. Nino spera di incontrare il padre Maruo durante il festival, ma non riesce a trovarlo tra la folla. Futaro le mostra un video che conferma la presenza del padre e insieme si recano in ospedale, dove Nino cucina un pancake per lui. Dopo questo incontro riuscito, Nino bacia Futaro e ringrazia il padre per averlo scelto come loro insegnante.
Il primo giorno del festival, Miku viene accompagnata da Futaro allo stand di takoyaki dei ragazzi, promettendo che le ragazze che sostengono lo stand di pancake si godranno il cibo. Più tardi, Miku torna con le sue sorelle ma scopre che il chiosco è in fiamme. Il terzo giorno del festival, Miku invita Futaro su un terrazzo dove due compagni discutono dell'incidente. Dopo aver rimproverato i compagni, Miku affronta Futaro per la sua gelosia nei confronti di una ragazza sconosciuta e lo bacia. Yotsuba si dedica anima e corpo ad aiutare i vari club durante il festival, ma crolla per la stanchezza il secondo giorno. In ospedale, scopre da Futaro che alcuni studenti che ha aiutato si sono offerti di assisterla durante la sua assenza. Il terzo giorno, Yotsuba bacia Futaro mentre lui riposa. Nel frattempo, Itsuki studia il primo giorno del festival quando il suo insegnante Mudo le rivela la sua storia con sua madre. Il giorno successivo, Itsuki scopre che Mudo è il padre biologico delle gemelle e si arrabbia con lui per aver lasciato sola la madre durante la gravidanza. Il terzo giorno del festival, Futaro visita Itsuki a casa e la incoraggia a perseguire il suo sogno di diventare insegnante. Più tardi, Maruo e Miku (travestita da Itsuki) si incontrano con Mudo; Itsuki gli dice che non è adatto a essere il padre delle gemelle dopo non aver riconosciuto il travestimento.
Alla fine del festival, le gemelle dicono a Futaro di andare a confessarsi con una di loro, attualmente separate in un edificio. Futaro incontra Yotsuba e le confessa il suo amore, ma lei lo respinge perché si sente inadatta a lui. Mentre scappa, Yotsuba ricorda il loro primo incontro e la promessa fatta. Alla fine riesce a convincerla a confessarle i suoi sentimenti. Yotsuba decide di affrontare i sentimenti delle sue sorelle prima di iniziare una relazione con Futaro. Dopo essersi riconciliata con le sorelle, inizia a frequentarlo; un giorno lui le chiede di sposarlo nel parco vicino all'altalena che avevano visitato in precedenza. Cinque anni dopo, Nino e Miku gestiscono un bar e si riuniscono con Ichika, diventata attrice; Itsuki è ora insegnante e Yotsuba sta per sposarsi. Come regalo di nozze, Yotsuba decide di forarsi le orecchie per indossare gli orecchini della madre. Il giorno del matrimonio, le gemelle propongono a Futaro un ultimo gioco: deve indovinare chi è la sposa tra loro; lui riesce a identificarle una per una. Dopo la cerimonia, discutono sul miglior Paese per la luna di miele degli sposi.

## Produzione
Nel marzo 2021, lo staff della seconda stagione di The Quintessential Quintuplets ha annunciato l'inizio della produzione di un sequel. Nell'aprile dello stesso anno, è stato confermato che questo sequel sarebbe stato un film, destinato a concludere la serie anime con l'adattamento degli ultimi quattro volumi del manga di Negi Haruba. Nell'ottobre 2021, Pony Canyon è stato designato come distributore del film. Il cast di doppiatori originale ha ripreso i propri ruoli, con Yoshitsugu Matsuoka, Kana Hanazawa, Ayana Taketatsu, Miku Itō, Ayane Sakura e Inori Minase che sono tornati a dare voce a Futaro Uesugi e alle cinque gemelle Nakano: Ichika, Nino, Miku, Yotsuba e Itsuki. Nel dicembre 2021, sono stati annunciati i membri dello staff di Bibury Animation Studios: Masato Jinbo come regista, Keiichirō Ōchi come sceneggiatore, Masato Katsumata come character designer, Akihito Ougiyama come direttore artistico, Aiko Matsuyama come color designer, Daisuke Chiba come direttore della fotografia e Mutsumi Takemiya come montatore.

## Colonna sonora
Nel dicembre 2021, Hanae Nakamura e Miki Sakurai sono stati confermati come compositori delle musiche per The Quintessential Quintuplets Movie. Le doppiatrici delle gemelle Nakano, sotto il nome di "The Nakano Quintuplets", hanno cantato la sigla del film, intitolata Go-tōbun no kiseki (五等分の軌跡?), e la sigla finale Go-tōbun no hanayome: Arigatō no hana (五等分の花嫁～ありがとうの花～?). La colonna sonora originale e l'EP Go-tōbun no kiseki EP (五等分の軌跡 EP?), contenente le due sigle e l'insert song Love☆Vacation (ラブ☆バケーション?, Rabu☆Bakēshon), sono stati pubblicati in Giappone il 25 maggio 2022 da Anchor Records e Pony Canyon.

## Promozione
Nel marzo 2021, sono stati pubblicati un trailer che annunciava la produzione del sequel della serie anime The Quintessential Quintuplets e una teaser visual. Nell'ottobre 2021, è stata pubblicata la prima key visual del film. Il primo trailer e la seconda key visual del film sono stati diffusi nel dicembre 2021. Nel febbraio 2022, Mages ha annunciato un videogioco basato sul film, intitolato Eiga gotoubun no hanayome kimi to sugoshita itsutsu no omoide (映画 五等分の花嫁 ～君と過ごした五つの思い出～?), uscito in Giappone per PlayStation 4 e Nintendo Switch il 2 giugno. A marzo 2022, Weiß Schwarz ha annunciato un nuovo set di carte collezionabili basato sul film, inizialmente previsto per il 9 settembre, ma poi posticipato al 16 settembre. Sempre a marzo 2022, sono stati pubblicati la terza key visual e il secondo trailer del film. Infine, ad aprile 2022, è stato annunciato il volume 14.5 della serie manga, contenente un capitolo bonus ambientato dopo gli eventi del finale originale, come omaggio per gli spettatori del cinema in occasione della prima del film.

## Distribuzione
Il 20 maggio 2022, The Quintessential Quintuplets Movie è stato distribuito in 108 sale cinematografiche in Giappone, con l'aggiunta di altre 91 sale il 29 luglio. In occasione dell'Odex Film Festival, Odex ha proiettato il film a Singapore dal 2 al 4 settembre 2022, e in Malaysia dal 3 al 4 e dal 10 all'11 settembre. Crunchyroll ha iniziato a distribuire il film a livello internazionale (escluse Asia e Medio Oriente) a partire dal 31 ottobre 2022, con un'anteprima al Lucca Comics & Games in Italia. Successivamente, è stato distribuito in Australia e Nuova Zelanda il 1° dicembre 2022, negli Stati Uniti e in Canada il 2 dicembre, e nel Regno Unito e in Irlanda il 7 dicembre.
A partire dal 21 ottobre 2022, il film è stato reso disponibile per il noleggio tramite servizi di streaming in Giappone, seguito dalla visione illimitata a partire dal 1º giugno 2023. Il film è stato distribuito in Blu-ray e DVD in Giappone il 21 dicembre 2022, includendo la versione a colori del "volume 0" della serie manga. Il 27 aprile 2023, il film è stato reso disponibile in streaming su Crunchyroll in Nord America, America Centrale, Sud America, Europa, Africa, Oceania e nella Comunità degli Stati Indipendenti. Successivamente, è stato reso disponibile su Amazon Prime Video in Giappone a partire dal 1° maggio. Crunchyroll ha distribuito il film in Blu-ray negli Stati Uniti il 2 gennaio 2024 e nel Regno Unito il 6 maggio.

## Accoglienza

### Incassi
The Quintessential Quintuplets Movie ha incassato 17,1 milioni di dollari in Giappone e 1,32 milioni di dollari in altri territori, per un incasso mondiale totale di 18,4 milioni di dollari. In Giappone, il film si è posizionato come il settimo film anime con il maggior incasso e il ventesimo film di maggior incasso del 2022.
Durante il suo weekend di apertura in Giappone, il film ha incassato 390 milioni di yen (3,05 milioni di dollari), debuttando al secondo posto al botteghino. Nel secondo fine settimana, ha guadagnato 216 milioni di yen (1,68 milioni di dollari), scendendo al terzo posto. Raggiungendo il miliardo di yen dopo il terzo fine settimana con 133 milioni di yen (1 milione di dollari) di incasso, il film si è classificato quarto. Nei primi 26 giorni di proiezione, è stato segnalato che il film ha venduto un milione di biglietti. Al suo nono fine settimana, il film ha superato i due miliardi di yen al botteghino, diventando il quinto film d'animazione giapponese del 2022 a raggiungere questo traguardo.
Al di fuori del Giappone, The Quintessential Quintuplets Movie ha incassato 502 000 dollari nel suo weekend di debutto negli Stati Uniti e in Canada. Nonostante ciò, Deadline Hollywood ha osservato che il film non ha replicato il successo di pubblico di altri titoli Crunchyroll, con un incasso di 266 000 dollari nel giorno di apertura da 910 sale. Nel Regno Unito e in Irlanda, il film ha guadagnato 24 000 sterline (29 520 dollari) da 108 sale nel suo weekend di apertura.

### Critica
Il sito web aggregatore di recensioni Rotten Tomatoes ha assegnato a The Quintessential Quintuplets Movie un indice di gradimento del 92%, con un punteggio medio di 7,6/10, basato su 12 recensioni. In Giappone, la società di recensioni e sondaggi Filmarks ha posizionato il film al primo posto nella sua classifica di gradimento del giorno di uscita, con un punteggio medio di 4,15/5, basato su 520 recensioni.
Phil Hoad di The Guardian ha valutato il film con 4 stelle su 5, definendolo "una fantasia romantica abbastanza affascinante, anche se stridentemente sentimentale e moralista, che, grazie alla sua struttura intelligente, riesce persino a toccare i misteri dell'identità". Hoad ha elogiato la capacità del regista Masato Jinbo di rappresentare l'individualità di ciascuna delle cinque gemelle durante i tre giorni del festival scolastico. Simon Abrams di TheWrap ha scritto che il film possiede "tutte le rivelazioni melodrammatiche e gli intrighi adolescenziali della serie anime precedente", aggiungendo che "se vi piacciono le storie d'amore adolescenziali senza fronzoli, c'è una buona probabilità che la pura e semplice eccessività di The Quintessential Quintuplets Movie vi conquisti". Courtney Lanning del Northwest Arkansas Democrat Gazette ha giudicato il film "carino, sentito e a tratti divertente", elogiando inoltre i disegni "vivaci e colorati" dei Bibury Animation Studios. Daryl Harding di Crunchyroll ha elogiato le animazioni, la musica e la produzione del film. Kim Morrissy di Anime News Network ha valutato il film con un "B", ritenendo che il film abbia fatto "un lavoro impressionante con l'introduzione, facendo balenare le cinque opzioni in un modo che le fa sembrare tutte plausibili senza sminuire la risoluzione finale". Richard Whittaker dell'Austin Chronicle ha dato al film 3 stelle su 5, affermando che ha fatto "ciò che doveva fare non solo nel fare una scelta, o nel fare una scelta che piacerà alla maggior parte del pubblico e farà infuriare troppi shippers, ma nel fare una scelta che abbia senso". Il film è stato recensito da due redattori di AnimeClick.it. Il primo ha elogiato il finale, definendolo emozionante e per nulla scontato, capace di reggere il confronto con il manga originale e, in alcuni momenti, persino di superarlo. Ha inoltre sottolineato l'impegno profuso dallo studio d'animazione e dal suo staff nell'adattamento dell'opera fino alla sua conclusione. Il secondo redattore ha invece apprezzato l'attenzione dedicata a ciascuna delle gemelle Nakano, così come la loro evoluzione caratteriale e psicologica. Entrambi i redattori concordano nel ritenere che il film segni la degna conclusione di un franchise destinato a rimanere memorabile.
Tuttavia, alcuni critici hanno espresso riserve sulla durata e sul finale del film. Abrams ha criticato il film per aver "stipato troppo di tutto in uno speciale sovradimensionato di 136 minuti", ritenendo che serva principalmente a chiudere i fili narrativi sciolti della serie anime. Allo stesso modo, Lanning ha suggerito che il film "avrebbe beneficiato di un po' di tagli", notando come la storia alla sua conclusione "cominci a trascinarsi". Harding ha trovato il finale "affrettato", mentre Morrissy ha ritenuto che il finale incentrato sulle gemelle "finisca per richiedere troppo tempo".

### Premi
Nel dicembre 2022, The Quintessential Quintuplets Movie si è classificato all'undicesimo posto nella lista dei 20 migliori film d'animazione giapponesi votati dai fan per il premio Anime of the Year al Tokyo Anime Award Festival 2023. Sempre nello stesso mese, U-Next ha incluso il film al settimo posto nella sua lista delle "Migliori 10 opere più popolari del 2022" per la categoria anime a noleggio, mentre Animate Times lo ha posizionato al quarto posto nel suo sondaggio sui 20 migliori film d'animazione del 2022.
- 2022 - Newtype Anime Award[59]
  - Candidatura per il miglior film
  - Candidatura per il miglior personaggio maschile a Futaro Uesugi
  - Candidatura per il miglior personaggio femminile a Yotsuba Nakano
  - Candidatura per il miglior personaggio femminile a Ichika Nakano
  - Candidatura per la miglior sigla a Go-tōbun no kiseki delle The Nakano Quintuplets
  - Candidatura per la miglior sigla a Go-tōbun no hanayome: Arigatō no hana delle The Nakano Quintuplets
  - Candidatura per il miglior regista a Masato Jinbo
  - Candidatura per la miglior sceneggiatura a Keiichirō Ōchi
  - Candidatura per il miglior character design a Masato Katsumata
  - Candidatura per il miglior sonoro a Hanae Nakamura e Miki Sakurai

- 2022 - Golden Gross Award[60]
  - Golden Gross Special Award

## Seguito
Nell'aprile 2024 è stato annunciato un nuovo progetto anime basato su una storia originale scritta da Negi Haruba, intitolato The Quintessential Quintuplets ∽ (五等分の花嫁∽?, Go-tōbun no hanayome ∽), che racconta il viaggio di nozze tra Futaro e le gemelle Nakano. È stato proiettato nei cinema giapponesi il 20 settembre 2024, per un durata di tre settimane, prima della sua trasmissione televisiva.